# Hankyū
Hankyū (jap. 阪急), pełna nazwa Hankyū Dentetsu (jap. 阪急電鉄; pol. "Kolej Elektryczna Hankyū") – sieć kolei aglomeracyjnej, łączącej Osakę, Kioto i Kobe w regionie Kansai w Japonii. Sieć linii liczy 146,5 km długości, roczne przewozy 627,4 mln pasażerów (2005/06). Nazwa kolei jest skrótem od 阪神急行 Hanshin Kyūkō – „[Kolej] Szybka Osaka-Kobe” (znak 阪, czytany „han”, bierze się z zapisu 大阪 „Ōsaka”, a znak 神 czytany „shin” z zapisu 神戸 „Kōbe”).

Sieć kolei Hankyū i Nose; na linii Kyōto stacje na wschód od Rakusaiguchi znajdują się na terytorium Kioto, na linii Kōbe stacje na zachód od Okamoto znajdują się na terytorium Kobe

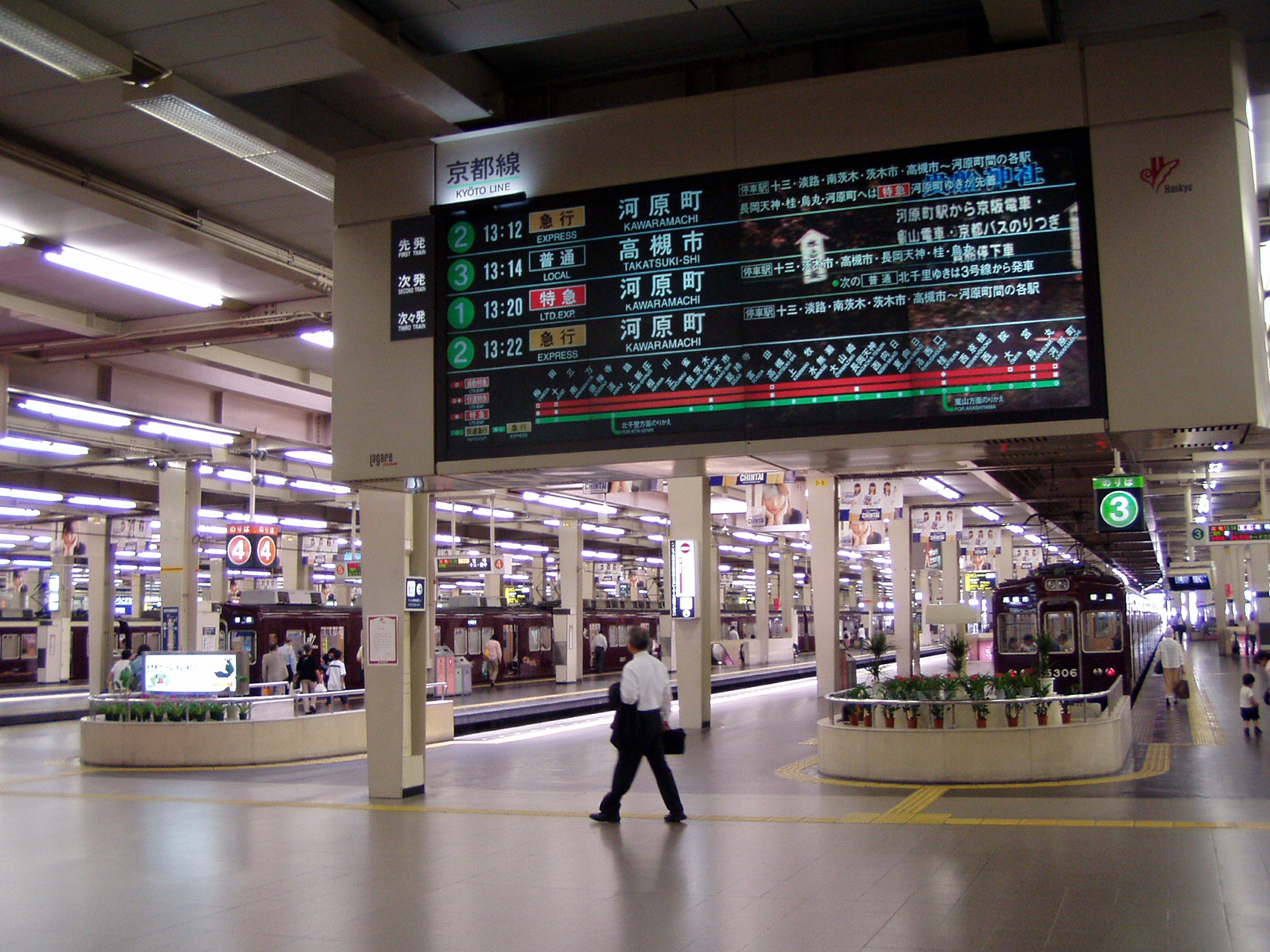
Osaka, dworzec Hankyū Umeda

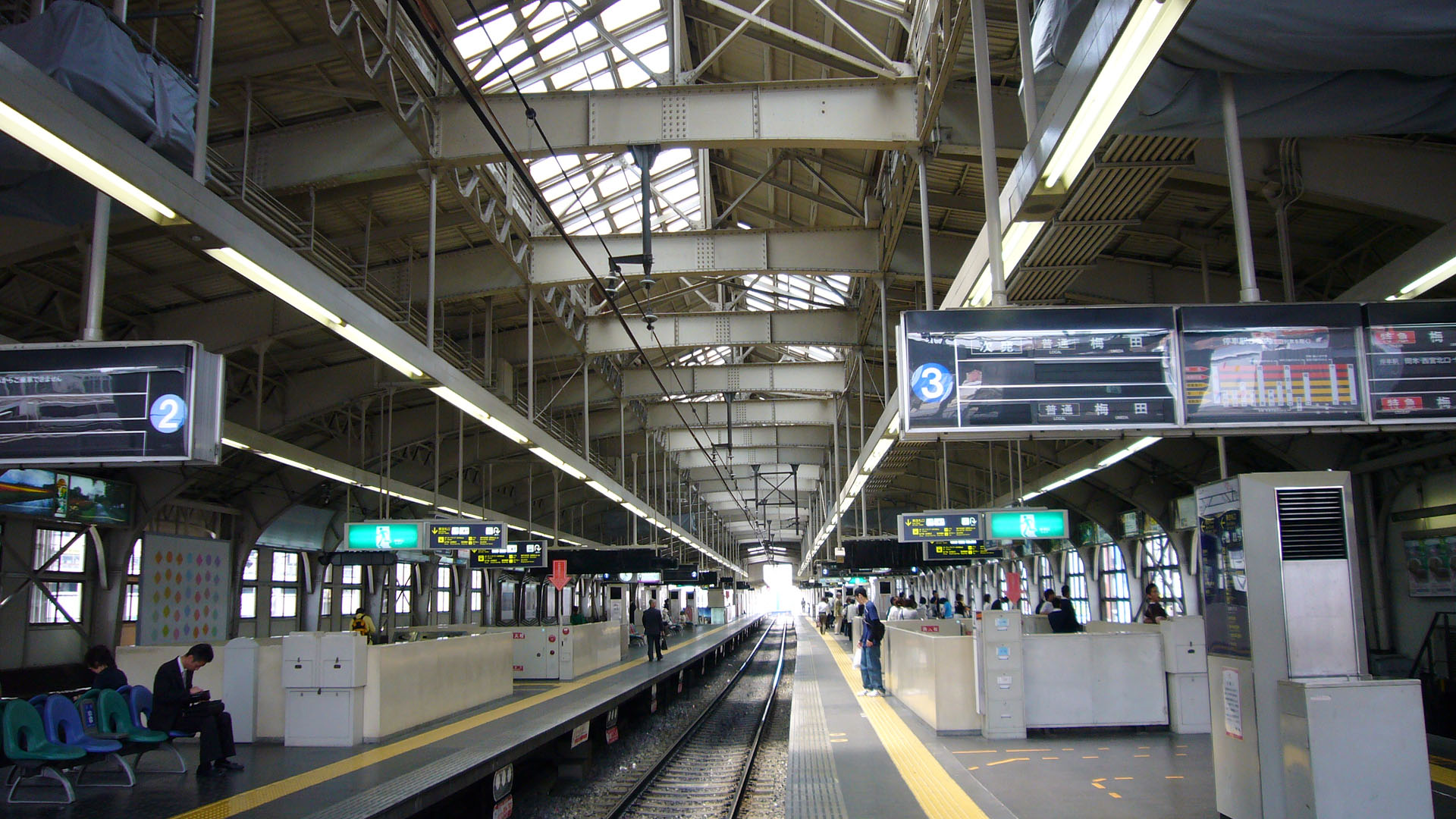
Kobe, dworzec Hankyū Sannomiya z „wielkiego stylu” zachował halę peronową

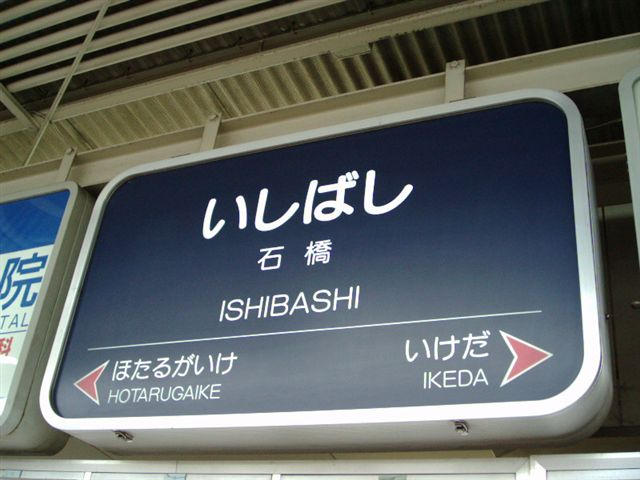
Typowy szyld peronowy Hankyū; używa się głównie pisma sylabicznego

Kolej jest częścią grupy kapitałowej Hankyū-Hanshin Holdings Kabushiki-gaisha (jap. 阪急阪神ホールディングス株式会社; ang. „Hankyū-Hanshin Holdings, Inc.”), utworzonej w 2006 roku.

## Sieć
Sieć Hankyū składa się z trzech głównych linii wychodzących z czołowego 阪急梅田 dworca Hankyū Umeda w północnym centrum Osaki, którym towarzyszy kilka odgałęzień. Na odcinku 十三 Jūsō – Umeda wszystkie trzy linie przebiegają we wspólnym korytarzu, ale każda ma własną parę torów. Wyjątkowa jest linia Senri, przebiegająca własnym korytarzem do śródmieścia Osaki.
- Linia Kobe (jap. 神戸本線): łączy dworzec Hankyū-Umeda (jap. 阪急梅田) w Osace z Sannomiya – rejonem wschodnim centrum Kobe (dworzec Hankyū-Sannomiya (jap. 阪急三宮)). Linia, długości 32,3 km, przebiega na północ od linii kolei JR i obsługuje północne części miast tworzących ciągły pas urbanizacji nad Zatoką Osaki (m.in.: Amagasaki – 461 tys., Nishinomiya – 476 tys., Ashiya – 92 tys.). Około 14 km trasy tworzą odcinki bezkolizyjne, prowadzone niekiedy na wiadukcie. Na pozostałych odcinkach linia jest wygrodzona, z ograniczoną liczbą przejazdów chronionych automatycznymi rogatkami. Zajezdnia znajduje się przy stacji Nishinomiya. Eksploatuje się pociągi najwyżej dziesięciowagonowe. Linia jest podłączona do 神戸高速鉄道 Kōbe Kōsoku Tetsudō, dzięki której pociągi przebiegają pod śródmieściem Kobe (ponad połowa pociągów „przechodzi”). Obciążenie linii: 20 par poc. na godzinę szczytu/12 par pociągów na godzinę w południe.
  - Linia Itami (jap. 伊丹線): 塚口 Tsukaguchi – 伊丹 Itami; odgałęzienie między stacją węzłową w północnych dzielnicach Amagasaki a miastem Itami, długości 2,7 km. Obciążenie linii: 10/6 par pociągów na godzinę (tylko kursy wahadłowe).
  - Linia Imazu (jap. 今津線): linia łączy miasta Takarazuka i Nishinomiya. Składa się z dwóch odcinków: 宝塚 Takarazuka – 西宮北口 Nishinomiya-kitaguchi　(7.7 km) i Nishinomiya-kitaguchi – 今津 Imazu (1,6 km), rozdzielonych peronami Kōbe-sen. Obciążenie linii: część północna – 16/6 par pociągów na godzinę (kilka kursów szczytowych przechodzi na linię Kōbe do Umedy); część południowa – 9/6 par pociągów na godzinę.
  - Linia Kōyō (jap. 甲陽線):　夙川 Shukugawa – 甲陽園 Kōyō-en; 2,2 km; krótkie odgałęzienie w północno-zachodniej części miasta Nishinomiya. Obciążenie linii: 7/6 par pociągów na godzinę (tylko kursy wahadłowe).
- Linia Takarazuka (jap. 宝塚本線): linia, długości 24,6 km (od Jūsō 22,0 km), łączy Osakę (dworzec Umeda) i miasto Takarazuka (222 tys.), przebiegając na obszarze ciągłej urbanizacji przez miasta Toyonaka (387 tys.), Ikeda (104 tys.) i Kawanishi (157 tys.). Zajezdnia znajduje się koło stacji 雲雀丘花屋敷 Hibarigaoka-Hanayashiki (m. Takarazuka). Około 13,9 km trasy przebiega w korytarzu bezkolizyjnym – głównie na wiadukcie. Eksploatuje się pociągi najwyżej ośmiowagonowe. Na stacji Kawanishi-Noseguchi z Takarazuka-sen łączy się linia kolei prywatnej 能勢電鉄 Nose Dentetsu – 妙見線 Myōken-sen, na którą codziennie przechodzi 7 par ekspresów Hankyū　(do stacji 日生中央 Nissei-chūō). Obciążenie linii: 18 par poc. na godzinę szczytu/12 par pociągów na godzinę w południe.
  - Linia Minō (jap. 箕面線): linia długości 4,0 km łączy miasto Minō (128 tys.) z linią główną (węzeł 石橋 Ishi-bashi). Obciążenie linii: 8/6 par pociągów na godzinę.

- Linia Kyōto (jap. 京都本線): linia prowadzona prawą stroną rzeki Yodogawa przez ciągły pas zurbanizowany z miastami Ibaraki (271 tys.), Takatsuki (354 tys.), Nagaokakyō (79 tys.), Mukō (55 tys.) – łączy Kioto (skrzyżowanie Shi-jō i Kawaramachi w centrum handlowo-rozrywkowym miasta, stacja 河原町 Kawaramachi) z Osaką (dworzec Umeda). Długość linii 47,6 km (do Jūsō 45,2 km). Pod ulicą Shi-jō w śródmieściu linia jest prowadzona tunelem (ok. 3,5 km). Około 22 km trasy tworzy też kilka odcinków bezkolizyjnych, zazwyczaj przebiegających na nasypie lub w wykopie, rzadziej na wiadukcie. Eksploatuje się pociągi najwyżej dziesięciowagonowe. Zajezdnie znajdują się przy stacjach 桂 Katsura (Kioto) i 正雀 Shōjaku (m. Settsu). Obciążenie linii: 19 par poc. na godzinę szczytu/18 par pociągów na godzinę w południe.
  - Linia Senri (jap. 千里線): 北千里 Kita-Senri – 淡路 Awaji (węzeł z Kyōto-sen) – Tenjinbashisuji-roku-chōme (jap. 天神橋筋六丁目)[a]; linia łączy „Nowe Miasto Senri” pod Osaką z centrum miasta za pośrednictwem linii Sakaisuji metra (wszystkie pociągi linii „przechodzą” na metro). Długość 13,6 km. Obciążenie linii: 10/6 par pociągów na godzinę (trzy kursy na godzinę Umeda – Kita-Senri i Osaka, metro Sakaisuji – linia Kyōto).
  - Linia Arashiyama (jap. 嵐山線): Katsura – 嵐山 Arashiyama; odgałęzienie do przedmieścia Arashiyama w Kioto długości 4,1 km. Obciążenie linii: 6/4 par pociągów na godzinę (tylko kursy wahadłowe).

Wszystkie linie są rozstawu normalnego, dwutorowe – z wyjątkiem Arashiyama-sen i Kōyō-sen, zelektryfikowane górą napięciem =1500 V. Linie w większości przebiegają we własnych korytarzach, chociaż kilka odcinków przebiega w korytarzu ulicznym, wygrodzonym, ale z przejazdami. Maksymalna prędkość dopuszczalna na linii Kōbe wynosi 115 km/h, na linii Kyōto – 110 km/h, na linii Takarazuka – 100 km/h. Linie są wyposażone w system ATS.

## Funkcjonowanie

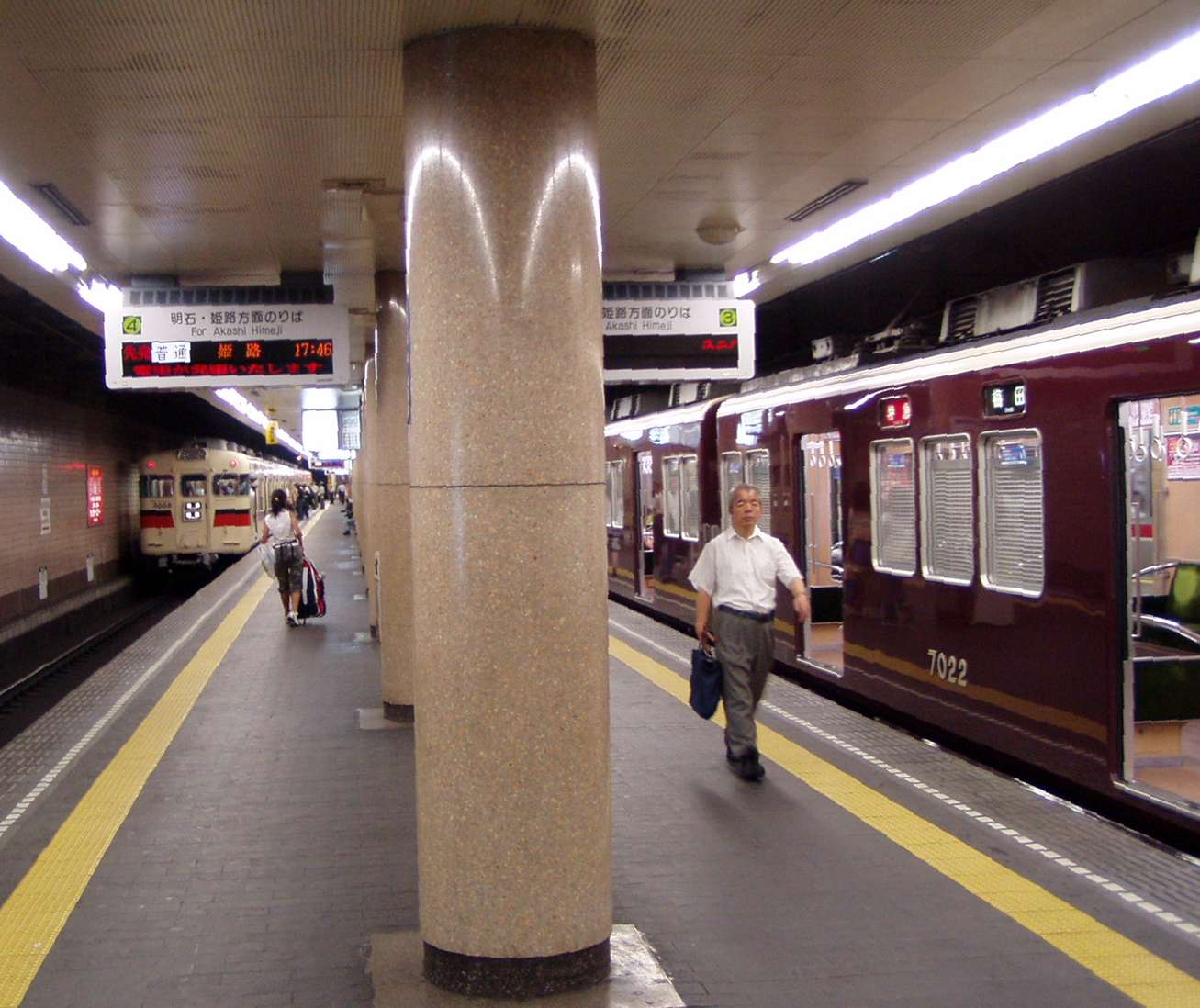
Kobe, pociąg Hankyū na stacji Shinkaishi, kolej Kōbe Kōsoku

„Gęstość ruchu” liczona jako stosunek dziennej liczby pasażerów do długości sieci wyniosła w 2005/06 r. 11,73 tys. pas./km. Hankyū jest zatem jedną z najbardziej obciążonych kolei w Japonii – poza metrem i siecią tokijską.
Pociągi jeżdżą w godzinach 5:00 – 0:30.
Hankyū nazywa swoje pociągi osobowe 普通 futsū, częściowo pośpieszne, jeżdżące w szczycie – 通勤急行 tsūkin-kyūkō lub 準急 junkyū, pośpieszne pozaszczytowe – 急行 kyūkō, ekspresy – 特急 tokkyū, ich modyfikację szczytową – 通勤特急 tsūkin-tokkyū, zaś modyfikację tokkyū i kyūkō funkcjonującą okresowo – 快速急行 kaisoku kyūkō.　Poza szczytem, na głównych liniach, na każdy pociąg lokalny przypada jeden pośpieszny któregoś typu, zaś w szczycie – dwa. Eksploatacja odbywa się tymi samymi torami z użyciem stacji prześcigania. Na linii Kōbe, na 31 stacji pośrednich, trzy są stacjami prześcigowymi, na linii Kyōto – siedem na 26, na linii Takarazuka – cztery na 18 (p. stacja Shōnai). Tokkyū kolei Hankyū przejeżdża trasę Umeda – Sannomiya w 28 min. (średnia prędkość 69,2 km/h), trasę Umeda – Kawaramachi (Kioto) – 43 min. (66,4 km/h), kyūkō zaś trasę Umeda – Takarazuka pokonuje w 33 min. (44,7 km/h).
W Kobe pociągi Hankyū docierają do stacji 新関地 Shinkaichi na linii Kōsoku Kōbe, ale część kończy na dworcu Hankyū Sannomiya. Z Sannomiya wyruszają też na zachód niektóre pociągi kolei San’yō Dentetsu (Hankyū i San’yō nie wprowadzają pociągów na swoje sieci). Na sieci sąsiada przechodzą natomiast pociągi Hankyū i metra osakijskiego (linii Sakaisuji na Senri-sen).
Jak zwykle w Japonii, intensywnemu ruchowi pociągów towarzyszą skromne stacje końcowe. Kawaramachi ma trzy tory ślepe przy krawędziach peronowych (bez torów odstawczych); Takarazuka ma dwie pary po dwa tory ślepe przy peronach (także bez torów odstawczych) – każda para służy jednej z dwóch linii; Sannomiya ma trzy tory. Na dworcu Umeda każdej linii służą po trzy tory ujęte „peronami dwukrawędziowymi”. W szczycie na części przeznaczonej dla Kōbe-sen każdy pociąg musi być przyjęty i odprawiony ze zmianą czoła w dziewięć minut.
Według dostępnych danych dworzec Hankyū Umeda obsługiwał 563,7 tys. osób dziennie, Hankyū Sannomiya – 116,3 tys. (dodatkowo 18,2 tys. osób wsiadało lub wysiadało z pociągu z linii Kōbe Kōsoku), Karasuma i Kawaramachi w Kioto – po ok. 70 tys. Wielki ruch obsługiwała niewielka stacja Jūsō: 76,3 tys. osób oraz ok. 125 tys. przesiadających się, jak też stacja Awaji – odpowiednio 37,5 tys. oraz 133,5 tys. osób dziennie.
Wszystkie pociągi mają tę samą taryfę, która zależy od odległości. Najmniejsza stawka to 150円, bilet Umeda – Sannomiya kosztuje 310円, Sannomiya – Kawaramachi (czyli Kobe – Kioto) – 600円. Za przejazd na sieć kolei współpracującej pobiera się dodatkową opłatę, np. na Kōbe Kōsoku – 120円.
Hankyū zawsze funkcjonowała w warunkach ostrej konkurencji innych kolei – ostatnio zwłaszcza JR, która zdobywa wiodącą pozycję w szybkim ruchu międzymiastowym konurbacji Keihanshin. Na trasie Umeda – Sannomiya równoległa kolej Hanshin (obecnie we wspólnym władaniu) ma 31 stacji, Hankyū, jak wspomniano, 15, zaś JR Nishi Nihon – 14, ale dysponuje ona linią czterotorową umożliwiającą swobodne prowadzenie pociągów szybkich i lokalnych. Pociągi tokkyū kolei Hanshin, mimo licznych stacji, ale dzięki nieco krótszej linii, pokonują ten dystans w 29 min., także za 310円. Natomiast pośpieszne 新快速 shin-kaisoku kolei JR pokonują tę samą trasę w 20 minut za 390円 – i gwarantują wyższy komfort. Dla Hankyū większego znaczenia zaczyna więc nabierać obsługa stacji pośrednich, niż prowadzenie ruchu szybkiego, do którego linie są gorzej przygotowane niż linie JR.

## Tabor

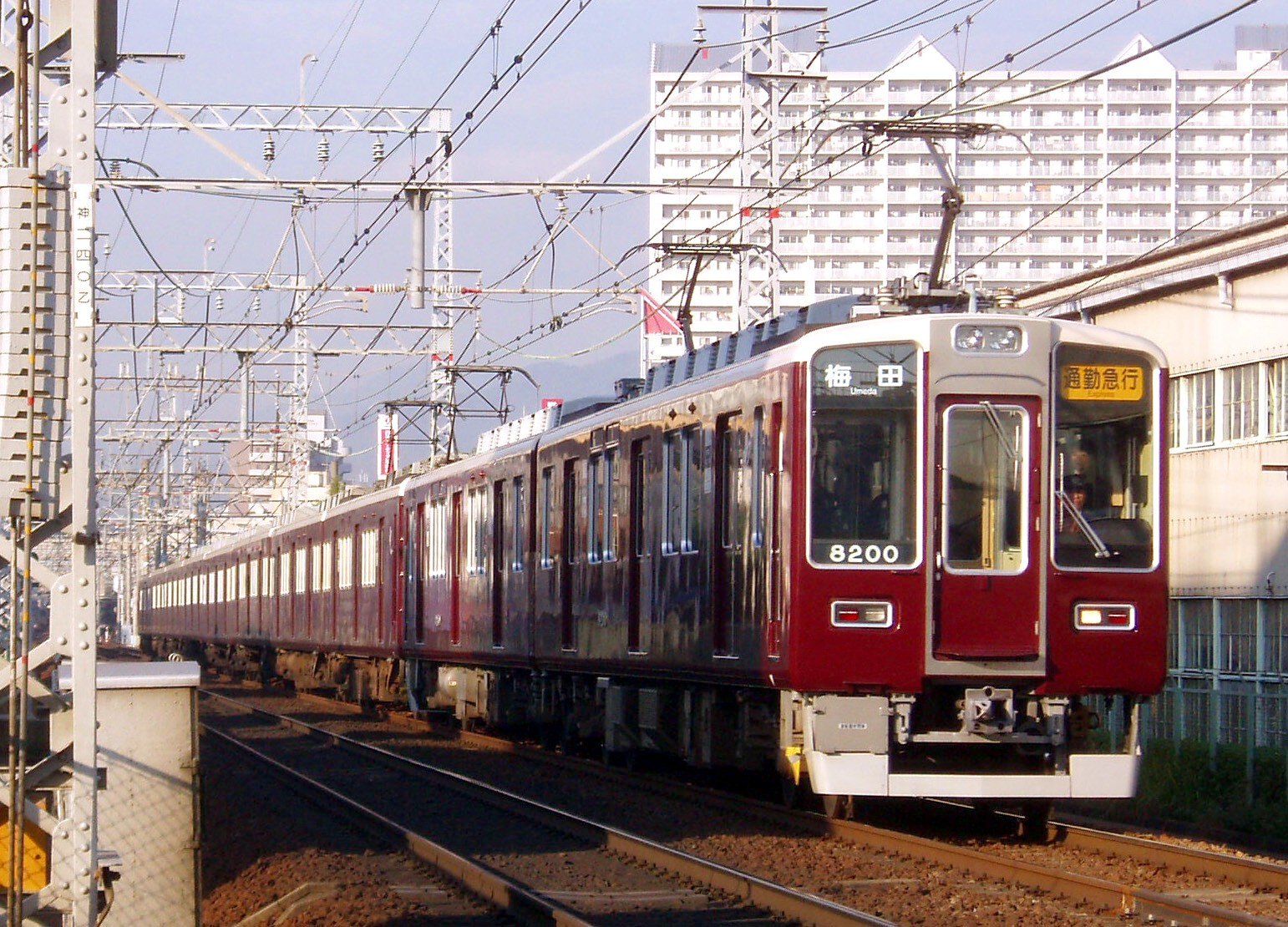
EZT „8200” z czołem nowego typu

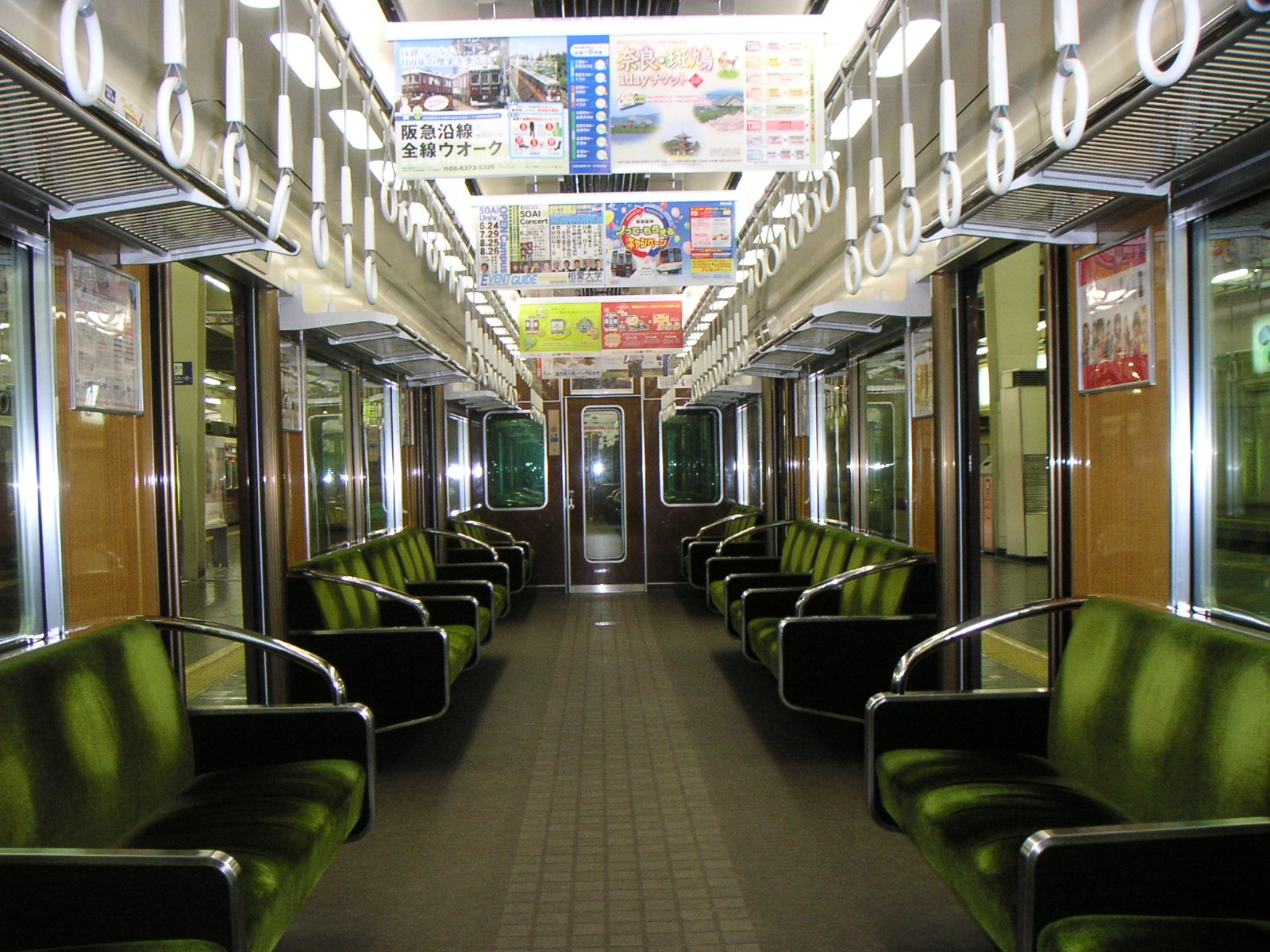
Wnętrze EZT „9000” z 2006 r.

Tradycyjny i jednolity w zewnętrznej formie tabor Hankyū jest silnym elementem image’u kolei. Decyduje o nim charakterystyczny, kasztanowy kolor wagonów, stosowany we wszystkich EZT, jak również taka sama kolorystyka wnętrz (drewnopodobne okładziny ścian i oliwkowy plusz na siedzeniach). Hankyū trwa też przy tradycyjnych czołach, z osiowo umieszczonymi drzwiami awaryjnymi. Nowsze typy EZT mają podwyższone okna boczne czół, mieszczą się w nich tablice kierunkowe.
Kolej Hankyū wywodzi się od tramwaju dojazdowego. Wagony z 1910 r. były czteroosiowe, długości 14 m. Zachowany wagon typu „10” kolei Shin-Keihan (obecna linia Kyōto) z 1925 r., o drewnianym pudle, ilustruje jeszcze tę wczesną fazę rozwoju taboru. Znacznie nowocześniejszy był typ „100” tej samej kolei (1925 r.), długi na 19 m i o stalowej konstrukcji nadwozia. Jego odpowiednikiem jest widoczny na tym samym zdjęciu z tyłu wagon typu „900” z 1930, używany przez Hanshin Kyūkō.
Obecnie park taborowy Hankyū obejmuje szesnaście typów EZT. Najstarsze pochodzą z początków lat 60. (typ „2000” i  „2300”). Typowy wagon linii Kōbe i Takarazuka ma długość 19 m i szerokość 2,75 m; linii Kyōto – odpowiednio 18,9 m i 2,81 m. Większość wagonów ma po trzy pary drzwi i siedzenia podłużne. Połączone EZT umożliwiają przejście wewnętrzne wzdłuż pociągu, również obok nieużywanych stanowisk maszynistów.
Wyjątkową grupę tworzy typ „6300” dla ekspresów linii Kyōto, produkowany w l. 1975-78, z długimi salonami pasażerskimi o poprzecznym układzie foteli. Ze względu na większe gabaryty pudła (19 na 2,85 m), EZT te nie nadają się na inne linie sieci. Podobnie poprzeczny układ siedzeń mają też wagony typu „8000” z 1988 r. Wydaje się jednak, że wiele kursów ekspresowych wykonywane jest typowymi jednostkami o podłużnym układzie siedzeń.

## Historia

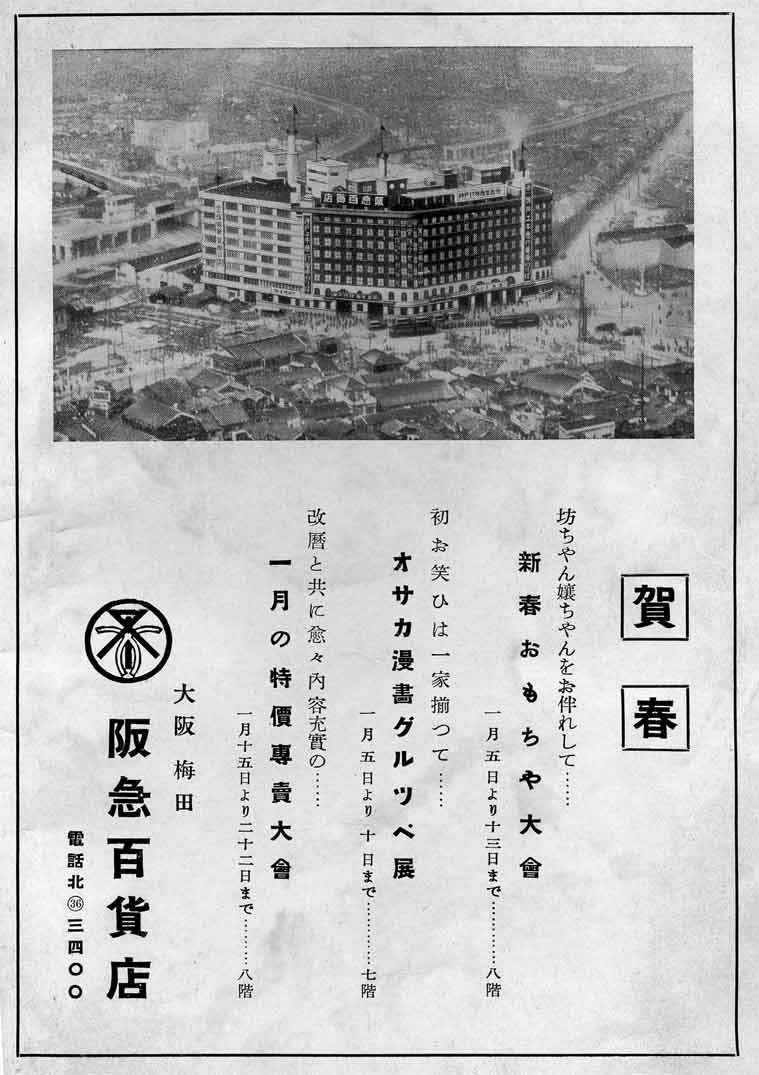
Osaka – Umeda, dom towarowy Hankyū, 1936. Gmach jest obecnie nadbudowany wieżowcem

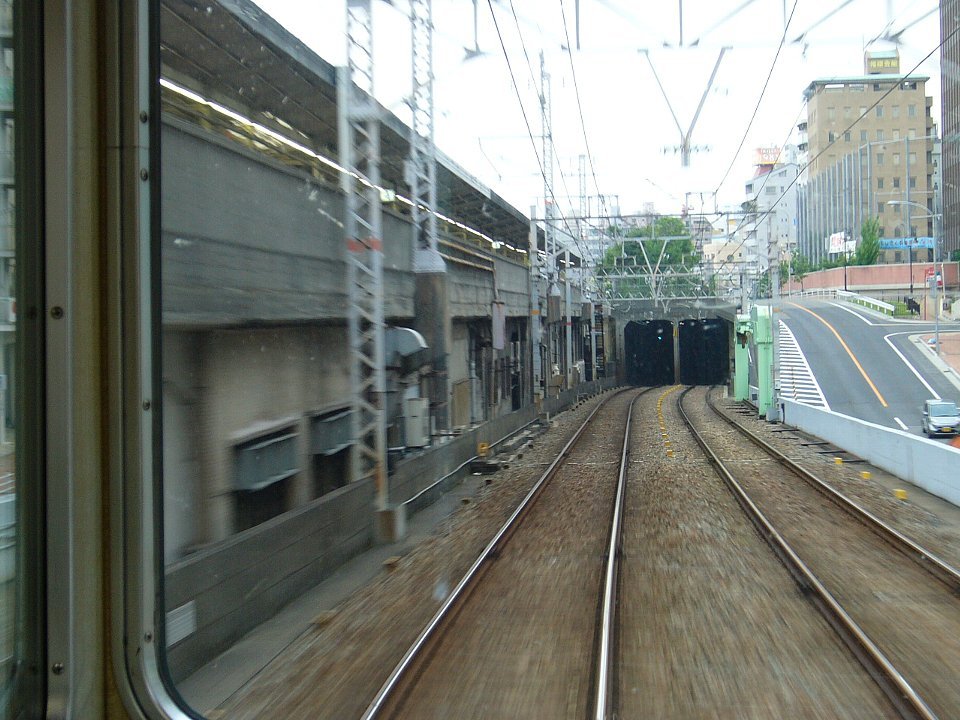
Kobe, rampa koło dworca Sannomiya, wprowadzająca pociągi Hankyū i San’yō do tunelu linii Kōbe Kōsoku

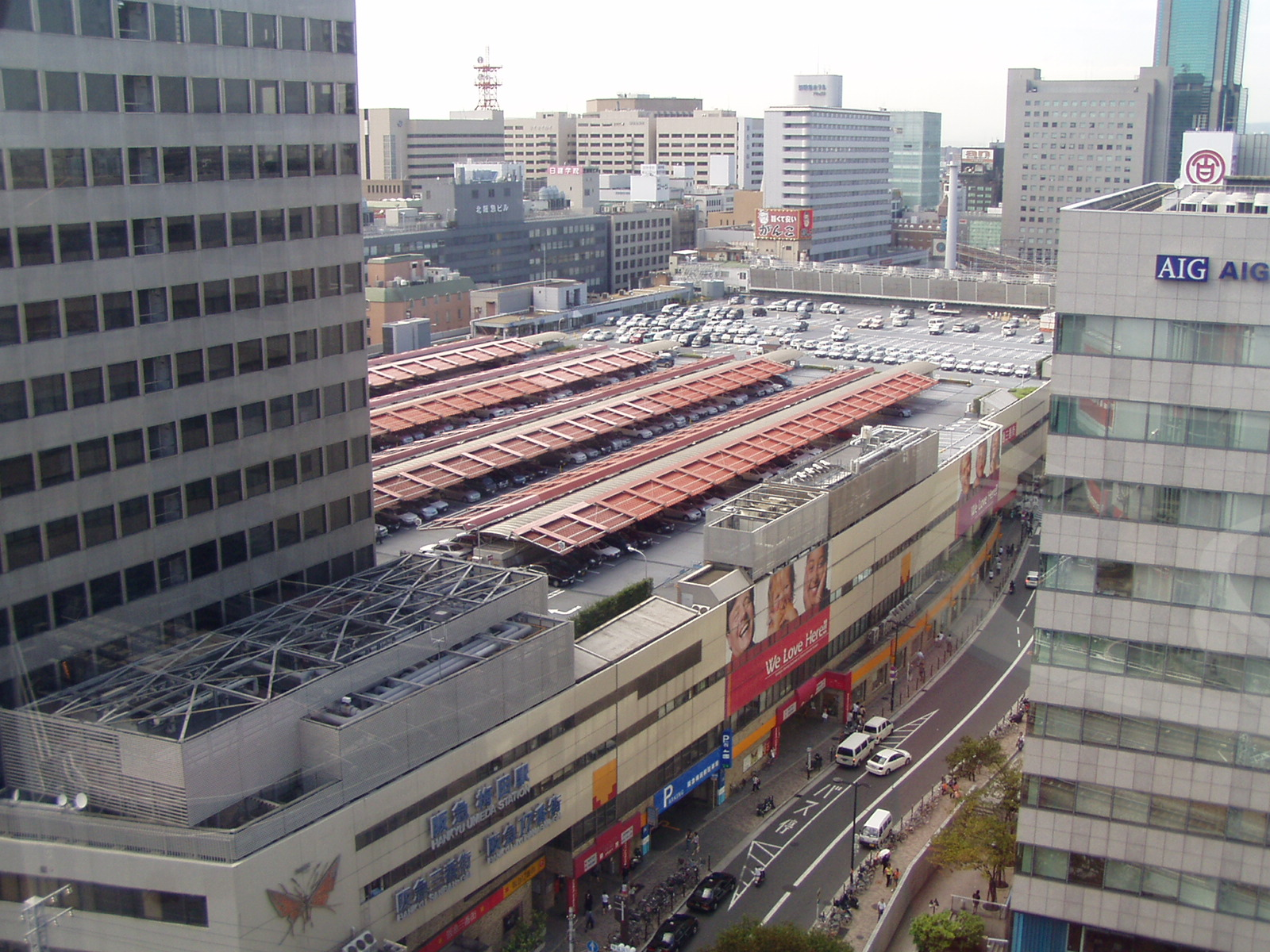
Osaka – parking nad peronami dworca Hankyū-Umeda, zastąpił halę w połowie l. 70., kondygnacje pod peronami mieszczą galerie handlowe

Prekursorem kolei Hankyū była firma 箕面有馬電気軌道 Minō-Arima Denki Kidō („Tramwaj Elektryczny Minō-Arima”), założona 1907, która w 1910 r. uruchomiła linie elektrycznej kolejki dojazdowej na trasie Umeda – Ishibashi – Takarazuka/Minō. Linia została zbudowana w powiązaniu z działalnością handlową i deweloperską, według formuły wprowadzonej przez założyciela firmy, Ichizō Kobayashi (1873-1957).
W drugiej kolejności firma zajęła się połączeniem Osaki z Kobe, które zaczęła traktować jako najważniejsze pole działalności, zmieniając odpowiednio nazwę na 阪神急行電鉄 Hanshin Kyūkō Dentetsu („Szybka Kolej Elektryczna Osaka-Kobe”). W 1920 r. firma uruchomiła linie Jūsō – Kōbe (pierwsza stacja tej nazwy, późn. 上筒井 Kamitsutsui) oraz linię Itami. Przebudowa dworca Umeda oraz wzrastający ruch już w 1926 r. spowodowały konieczność przełożenia na wiadukt najbardziej obciążonego fragmentu trasy, odcinka Umeda – Jūsō. W 1936 uruchomiono nową stację Kōbe (obecnie Sannomiya), wraz z linią od stacji Nishi-Nada (obecnie Ōji-kōen). Oba główne dworce kolei – Umeda i Kōbe zbudowano na wielką miarę – część frontowa uzyskała komercyjną nadbudowę (przy czym Umeda wyjątkowo, jak na Japonię, reprezentacyjny hall), a perony przekryto przestronnymi halami (zachowała się hala w Kobe).
W l. 1921-25 otwarto dzisiejszą linię Imazu. Jej osobliwością było jednopoziomowe skrzyżowanie z Kōbe-sen przy stacji Nishinomiya-Kitaguchi. Było ono eksploatowane do 1984 r., kiedy to linię Imazu rozcięto na dwie części.
W 1943 r. rząd, działając na mocy przyjętej w 1939 r. ustawy „o racjonalizacji transportu lądowego”, przeprowadził połączenie Hanshin Kyūkō z koleją Keihan, o co zabiegał prezes Kobayashi, wówczas już prominentny polityk i zwolennik nazizmu. W wyniku fuzji powstała kolej 京阪神急行電鉄 Keihanshin Kyūkō Dentetsu („Szybka Kolej Elektryczna Kioto-Osaka-Kobe”). Pociągi obecnej linii Hankyū-Kyōto, przejętej z sieci Keihan, które pierwotnie rozpoczynały bieg w Osace głównie od stacji Tenjinbashisuji, zaczęły w większości wjeżdżać na terminal Umeda. W ramach powojennej demonopolizacji Keihan ponownie uzyskała odrębność, ale bez prawobrzeżnej linii Osaka – Kioto. Wówczas też zaczęto oficjalnie używać skrótu „Hankyū”. Nazwa pełna „Keihanshin Kyūkō Dentetsu” utrzymała się do 1973 r., kiedy wprowadzono skróconą nazwę kolei – 阪急電鉄 Hankyū Dentetsu – jako podstawową.

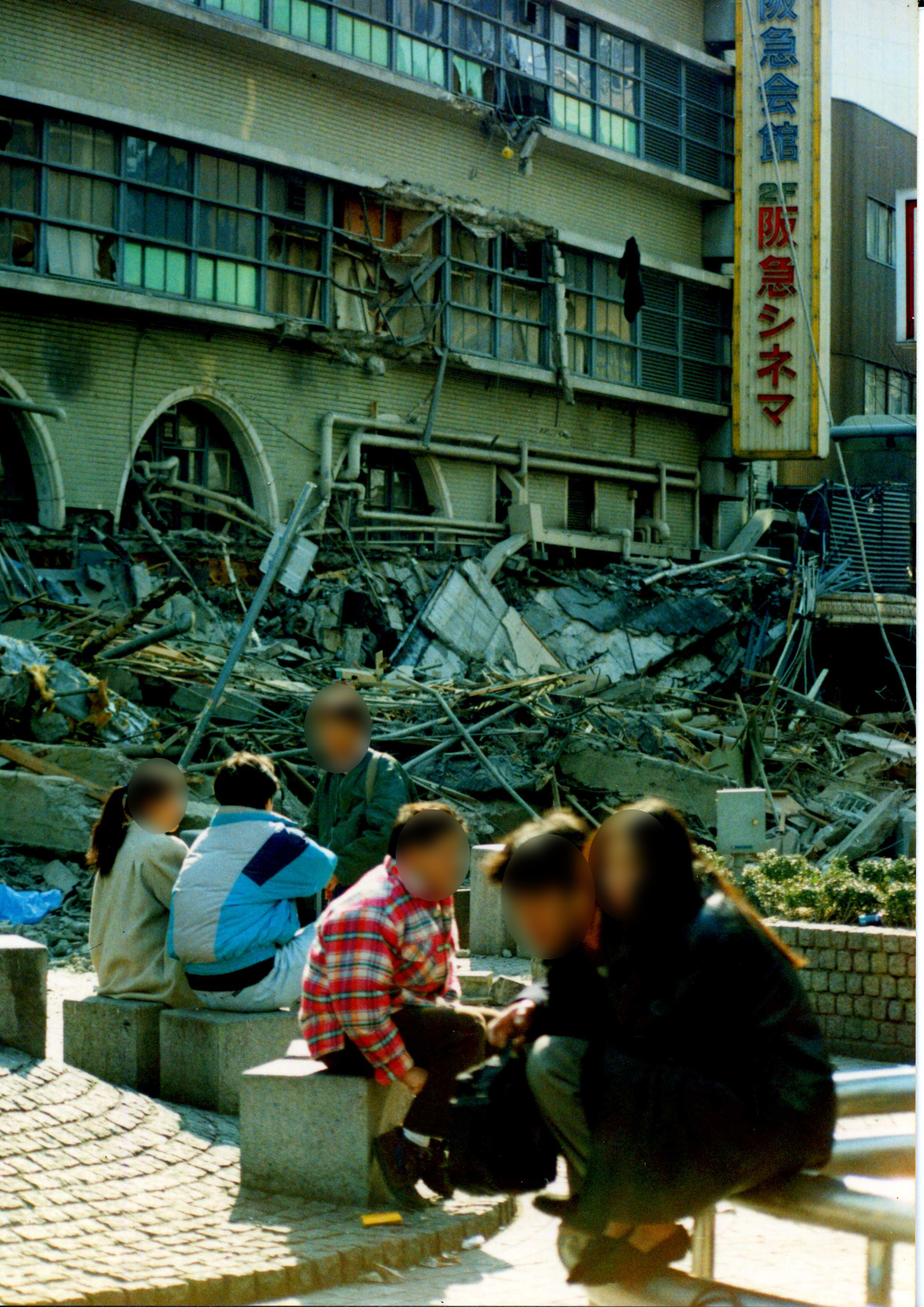
Dworzec Hankyū-Sannomiya po trzęsieniu ziemi w 1995 r.

Wielkie inwestycje zostały dokonane w l. 60.. Podniesienie napięcia z 600 V na 1500 V następowało etapami: w 1967 r. na grupie linii Kōbe, w 1969 – grupie Takarazuka. Linie grupy Kyōto niemal od początku istnienia miały napięcie 1500 V. Widoczną formą modernizacji była postępująca segregacja tras z otaczającej przestrzeni. Linie wygradzano, eliminowano liczbę przejazdów lub budowano przekroczenia dwupoziomowe, wreszcie przekładano torowiska na estakady. W 1963 r. przełożono znaczną część linii Kyōto na wiadukt nowo zbudowanej linii Tōkaidō Shinkansen, w 1969 r. ukończono wiadukt na odcinku Ishibashi – Ikeda na linii Takarazuka. Tunelowe wprowadzenie linii Kyōto pod ulicą San-jō do stacji Kawaramachi oddano do użytku także w 1963 r. (pierwotnie kiotańską końcówką linii była stacja Ōmiya; p.  nowej, podziemnej stacji Ōmiya). Pod koniec dekady sieć Hankyū została podłączona do dwóch miejskich kolei podziemnych: linii średnicowej Kōbe Kōsoku Tetsudō (przedłużenie linii Kōbe, otwarte 1968) oraz linii metra osakijskiego Sakaisuji-sen (przedłużenie linii Senri, 1969). Po budowie podziemnej stacji, stary budynek dworca Tenjinbashisuji jest częściowo opuszczony. Pierwotnie pociągi Hankyū „przechodziły” również, za pośrednictwem Kōbe Kōsoku, na linię kolei San’yo Dentetsu, ale w 1998 r. powiązanie to zostało wstrzymane.
Zniszczenia spowodowane Wielkim Trzęsieniem Ziemi Hanshin z 1995 r. objęły również dworzec Sannomiya. Obecnie, bez nadbudowy domem towarowym, jego forma jest znacznie skromniejsza. Ale ostatnie kilkanaście lat przyniosło też modernizację wielu stacji (np. Takarazuka, Kōtō-en, Toyonaka).
W 2005 r. utworzono nadrzędną firmę „Hankyū Holdings, Inc.”, a Hankyu Corporation ograniczono wyłącznie do eksploatacji kolei. Rok później „Hankyū Holdings” wykupił konkurencyjną kolej Hanshin i przekształcił się w ”Hankyū-Hanshin Holdings, Inc.”. Hanshin funkcjonuje jednak nadal jako osobna kolej.

## Inne formy działalności

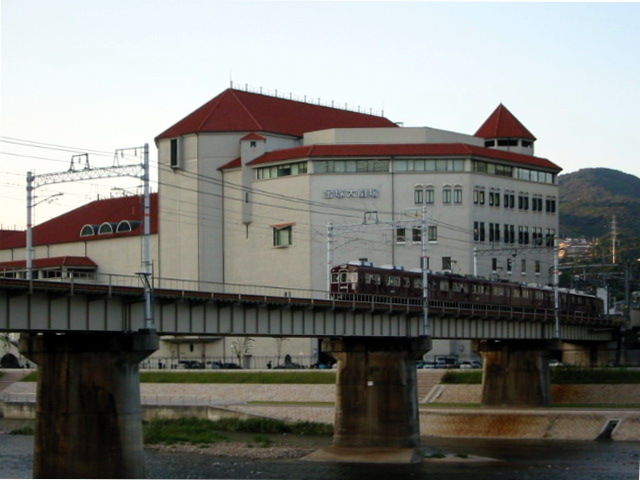
Takarazuka – pociąg linii Imazu na moście na rzece Muko, na tle „Teatru Wielkiego” Takarazuka Revue

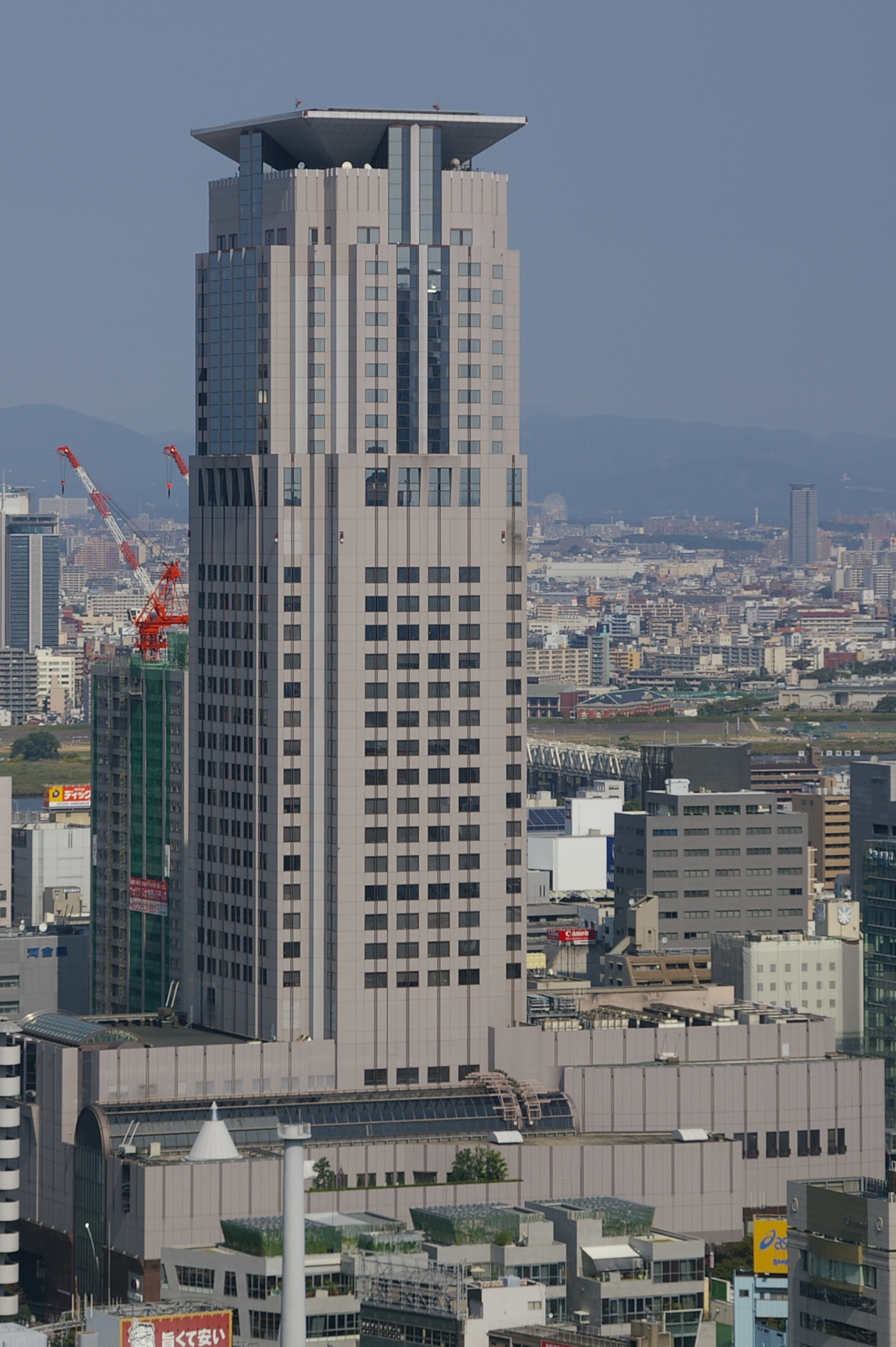
Osaka – wieżowiec Hankyu Chayamachi Building w Umedzie, tzw. „Applause Tower”

Korporacja Hankyu jest największą grupą we władaniu holdingu „Hankyu-Hanshin”. Oprócz kolei Hankyū, ma ona udziały w innych kolejach regionu – 北大阪急行電鉄 Kita Ōsaka Kyūkō Dentetsu (54%),　北神急行電鉄 Hokushin Kyūkō Dentetsu (27,5%),　神戸電鉄 Kōbe Dentetsu　(w skrócie 神鉄 Shintetsu; 27,7%). Hankyū posiada także pięć firm autobusowych – lokalnych (sieć długości 1078 km) i dalekobieżnych, z których największą jest　阪急バス Hankyū-Bus, oraz dwie firmy taksówkarskie (2007). Ponadto firma zajmuje się wypożyczaniem samochodów, eksploatacją drogi prywatnej 芦有ドライブウェイ „Royū Driveway” na Wzgórzach Rokkō oraz eksploatacją i wynajmowaniem helikopterów. Biuro podróży Hankyu Travel zajmowało czwartą pozycję w kraju.
Domy towarowe Hankyu są najstarszą formą działalności w handlu detalicznym. Obecnie Hankyu zwiększyła różnorodność oferty – od restauracji, po sieć księgarń „Book 1st”.
Wielką popularność ma też działalność Hankyū w dziedzinie rozrywki. Firma posiada sieć kompleksów rozrywkowych „HEP” (Hankyu Entertainment Park). Tradycyjnie utrzymuje też Takarazuka Revue – grupę rewiową założoną w 1913 przez prezesa Kobayashi. Pomysł polegał na uruchomieniu teatru nawiązującego do pierwotnej formuły „kabuki”, w którym występowały tylko kobiety. Rewię ulokowano w Takarazuce, na końcu pierwszej linii kolejki elektrycznej. Przedstawienia nadal odbywają się w tym mieście, w specjalnie zbudowanym „Teatrze Wielkim”. Ponadto Hankyu posiada teatry „Drama City” i ”Umeda Koma” – oba w Umedzie, oraz jeden teatr w Tokio. Wystawia się w nich różne produkcje (m.in. Takarazuka Revue).
Działalność deweloperska skupia się na zagospodarowywaniu terenów wzdłuż linii kolejowych oraz przy dworcach. Hankyū zbudowała duże osiedle w Takarazuce, a znajduje się w trakcie budowy „Nowego Miasta Saito” na pograniczu municypiów Ibaraki i Minō. Obecnie realizuje się nadbudowę dworca Umeda, wiele nowych budynków w jego okolicach oraz zabudowę okolic stacji Nishinomiya-Kitaguchi, w tym terenów dawnego stadionu Hankyū.
Grupa kapitałowa Hanshin, zarządzająca m.in. koleją tej nazwy, tworzy drugą gałąź holdingu Hankyu-Hanshin. Transportem międzynarodowym zajmuje się trzecia gałąź holdingu – „Hankyu Cargo”, zaś czwarta działa w branży hotelarskiej, administrując siecią hoteli 第一 Daiichi.
W holdingu Hankyu (przed połączeniem z Hanshin) 31,3% przychodów pochodziło z transportu, 20,4% z obrotu nieruchomościami, 13,8% z organizacji podróży i spedycji, 11,0% z hotelarstwa, 7,5% z rozrywki, 12,5% z handlu (2005/06).